# Cordino Esporte Clube
Il Cordino Esporte Clube, meglio noto come Cordino, è una società calcistica brasiliana con sede nella città di Barra do Corda, nello stato del Maranhão.

## Storia
Il club è stato fondato l'8 marzo 2010 e l'anno successivo ha partecipato alla massima divisione del Campionato Maranhense, dove ha terminato al quinto posto. Nel 2012, il club ha giocato la finale del secondo turno, perdendo contro il Sampaio Corrêa. Nei due anni successivi il club ha raggiunto le semifinali. Dopo non essersi qualificato per la finale del secondo turno nel 2015, il club ha perso di nuovo in finale nel 2016 contro il Moto Club, nello stesso anno, grazie alla promozione in Série C del Moto Club, nel 2017 il club parteciperà per la prima volta a una competizione nazionale, la Série D. Nel 2022 ha perso la finale del Campionato Maranhense.

## Palmarès

### Competizioni statali
- Campeonato Maranhense Segunda Divisão: 1

2021